# Francesco Passaro
Francesco Passaro (Perugia, 7 de enero de 2001) es un tenista profesional italiano.

## Carrera profesional
Su mejor ranking individual es el N.º 90 alcanzado el 27 de enero de 2025, mientras que en dobles logró la posición 256 el 20 de febrero de 2023.

## Títulos ATP Challenger (3; 3+0)

### Individuales (3)
| N.º | Fecha                   | Torneo                | Superficie    | Oponente en la final | Resultado     |
| --- | ----------------------- | --------------------- | ------------- | -------------------- | ------------- |
| 1.  | 24 de julio de 2022     | Challenger de Trieste | Tierra batida | Zhizhen Zhang        | 4-6, 6-3, 6-3 |
| 2.  | 19 de mayo de 2024      | Challenger de Turín   | Tierra batida | Lorenzo Musetti      | 6-3, 7-5      |
| 3.  | 9 de septiembre de 2024 | Challenger de Génova  | Tierra batida | Jaume Munar          | 7-5, 6-3      |

#### Finalista (4)
| N.º | Fecha                   | Torneo   | Superficie    | Oponente            | Resultado     |
| --- | ----------------------- | -------- | ------------- | ------------------- | ------------- |
| 1.  | 9 de abril de 2022      | San Remo | Tierra batida | Holger Rune         | 1-6, 6-2, 4-6 |
| 2.  | 5 de junio de 2022      | Forlì    | Tierra batida | Lorenzo Musetti     | 6-2, 3-6, 2-6 |
| 3.  | 26 de junio de 2022     | Milán    | Tierra batida | Federico Coria      | 6-7(4), 4-6   |
| 4.  | 4 de septiembre de 2022 | Como     | Tierra batida | Cedrik-Marcel Stebe | 6-7(2), 4-6   |